# Vassili Ian
Vassili Ian (en russe : Васи́лий Ян), né le 23 décembre 1874 (4 janvier 1875 dans le calendrier grégorien) à Kiev et mort le 5 août 1954 à Zvenigorod près de Moscou, est un écrivain russe, puis soviétique, auteur notamment de romans historiques. Il est renommé pour avoir reçu le prix Staline en 1942 pour son roman Genghis Khan.

## Biographie
Connu sous son nom de plume, Vassili Ian ou Yan ou V.Yan, son nom de naissance était Vassili Grigorievitch Iantchevetski (Васи́лий Григо́рьевич Янчеве́цкий). Il est issu d'une famille de prêtres, son père était traducteur de grec et professeur de latin et de grec en lycée. En 1897, Vassili Ian est diplômé en histoire et en philologie de l'université de l'université d'État de Saint-Pétersbourg. Un voyage de deux ans en Russie lui inspire la rédaction de Notes d'un marcheur (1901). Il séjourne au Turkestan où il se consacre à l'étude des langues et coutumes, est correspondant de guerre pendant la guerre russo-japonaise pour l'ATSP, et enseigne le latin en lycée à Saint-Pétersbourg. Durant la première guerre mondiale, il est correspondant de guerre pour ATP (ex-ATSP) en Roumanie. Il est enseignant en république de Touva avant de rejoindre Moscou en 1923.

## Œuvres
- Notes d'un marcheur (1901)
- Bateau phénicien (ru) (1931)
- Lumières sur les monticules (ru) (1932)
- Spartacus (1933)
- Trilogie historique : Invasion mongole
  - Genghis Khan*** (1939, récompensé en 1942 par le prix Staline)
  - Baty
  - Vers la dernière mer
- La campagne de Ermak[réf. nécessaire]
- Dans les sables du Karakum

Son livre Gengis Khan, premier de la trilogie historique, a été écrit il y a un demi-siècle lorsque l'auteur faisait un voyage dans le désert salé de Dacht-i Lut. Alors, il vit et fut frappé par la quantité de ruines de villes et de villages qu'il y avait. Il a donc, demandé à son guide la raison pour laquelle il y avait toutes ces épaves et il fut répondu qu'à une époque, cette partie du monde avait été très rayonnante mais qu'au XIIIe siècle, l'empereur mongol Gengis Khan avait ravagé et détruit toutes cette région. Et, c'est à ce moment qu'il décida à se renseigner de plus en plus avec les habitants. Plus tard il décida de dénoncer toutes les victimes qu'avaient fait ce Khan et en particulier tout le commerce anéanti.